# Коральничик
Коральничик (Eulacestoma nigropectus) — вид горобцеподібних птахів родини Eulacestomatidae. Вид відносили до родини свистунових (Pachycephalidae). За результатами генетичного аналізу у 2014 році вид відокремили у монотипову родину Eulacestomatidae.

## Поширення
Ендемік центрального гірського хребта Нової Гвінеї, де досить поширений.

## Опис
Птах завдовжки 12-14 см, вага 19-22 г. Птах оливково-коричневого забарвлення, з міцним, клиноподібним чорним дзьобом. Самець відрізняється чорними крилами та рожевими наростами навколо дзьоба. Живиться комахами.